# Karl Bleibtreu
Karl Bleibtreu, född 13 januari 1859 och död 30 januari 1928, var en tysk författare. Han var son till konstnären Georg Bleibtreu.
I sin Revolution der Literatur (1886) framstod Bleibtreu som den nya "titaniska" litteraturriktningens, "das jüngste Deutschland":s egentlige teoretiker. Med all sin skaldiska lidelse, visad bland annat genom krigsskildringen Dies iræ (1884), Lyrisches Tagebuch (1885), de märkliga patologiska och sociala romanerna Grössenwahn (1888) och Propaganda der Tat (1890), och senare en stor Bismarckroman (från 1915). Han utgav även en mångd dramer och andra skrifter.

## Fotnoter
1. 1 2  Brockhaus Enzyklopädie, Brockhaus Enzyklopädie-ID: bleibtreu-karl, läst: 9 oktober 2017.[källa från Wikidata]
2. ↑  Gemeinsame Normdatei, läst: 11 december 2014.[källa från Wikidata]
3. ↑  Gemeinsame Normdatei, läst: 30 december 2014.[källa från Wikidata]
4. ↑  Charles Dudley Warner (red.), Library of the World's Best Literature, 1897, läs online.[källa från Wikidata]
5. 1 2 3  Tjeckiska nationalbibliotekets databas, NKC-ID: xx0272950, läst: 20 december 2022.[källa från Wikidata]